# Nydia Velázquez
Nydia Margarita Velázquez (Yabucoa, 28 marzo 1953) è una politica statunitense, di origini portoricane, membro della Camera dei Rappresentanti per lo stato di New York.
Nel 1984 divenne la prima persona latino-americana a far parte del consiglio comunale di New York, nel 1993 conquistò un seggio nella Camera dei Rappresentanti, divenendo così la prima donna portoricana a far parte del Congresso. Quando Hillary Clinton fu nominata Segretario di Stato, il Governatore di New York Paterson pensò alla Velázquez come possibile senatrice.